# Victorio García de Zúñiga
Juan Francisco Victorio García de Zúñiga (Virreinato del Río de la Plata, noviembre de 1779 - agosto de 1834) fue un terrateniente, abogado y político argentino vinculado al Partido Federal (diputado, Secretario de Gobierno, Ministro de Hacienda y Presidente de la Legislatura en reiteradas ocasiones). Era cercano colaborador de los gobernadores Juan Manuel de Rosas y Martín Rodríguez.

## Biografía
Fue hijo del brigadier Juan Francisco García de Zúñiga y de Doña Francisca Josefa Warnes (hija de Manuel Antonio Warnes), en consecuencia sobrino de Ignacio, Martín, Manuela y Martina Warnes. 
Estudió en su ciudad natal y se doctoró en teología en Santiago de Chile. Se dedicó a la administración de los campos de su familia.
Fue el encargado de administrar la construcción de la iglesia Matriz de Montevideo. Cuando se produjeron las Invasiones Inglesas, tuvo una actuación destacada y participó en la Reconquista de Buenos Aires.
Tras la Revolución de Mayo le fue reconocido el grado de capitán de infantería y participó en el Sitio de Montevideo, regresando a Buenos Aires a fines de 1811. Fue su última actuación militar.
Se dedicó al comercio en Buenos Aires y Entre Ríos. Al producirse la invasión portuguesa de la Banda Oriental fue enviado a Buenos Aires a pedir ayuda, mientras su hermano Tomás apoyaba a los invasores.
Participó en los hechos de la Anarquía del Año XX en Buenos Aires, y fue el promotor del reemplazo del cabildo por la Sala de Representantes, la actual legislatura de la provincia; fue uno de sus primeros diputados. Apoyó al partido unitario, que en esa época era conocido como “partido ministerial”, que apoyaba al gobernador Martín Rodríguez. Fue presidente del Tribunal de Comercio. En 1825, tras la disolución de la Sala de Representantes por el presidente Bernardino Rivadavia se pasó a la oposición.
A la caída de Rivadavia, en 1827, reunió la disuelta Sala de Representantes con casi todos sus miembros originales, muchos de ellos partidarios de Manuel Dorrego. Fue su primer presidente desde la reinstalación, y presidió la elección de Dorrego como gobernador de la Provincia de Buenos Aires.
En diciembre de 1828 fue desterrado a la Fortaleza Protectora Argentina, en la bahía Blanca, por el general Juan Lavalle que había derrocado y ejecutado a Dorrego. Regresó a mediados del año siguiente y fue miembro de la legislatura que eligió gobernador a Juan Manuel de Rosas. En 1830 fue defensor de Pobres y Menores.
A finales del primer gobierno de Rosas fue su ministro de gobierno. Su sucesor, Juan Ramón Balcarce, lo nombró ministro de Hacienda. Pronto el gobierno fue copado por el grupo liderado por el general Enrique Martínez, que pretendía un acuerdo con los unitarios. Pretextando mala salud, García de Zúñiga renunció a su cargo. Poco después apoyó la Revolución de los Restauradores y las elecciones sucesivas de Juan José Viamonte y Manuel Vicente Maza para el cargo de gobernador.
Estaba casado con su prima hermana María del Carmen García de Zúñiga. Una de sus hijas, Clara, fue mujer de Tomás Manuel de Anchorena.
Fallecería en la ciudad de Buenos Aires en agosto de 1834.